# Outpost
|  | Denne artikel er oprettet af botten PalnaBot ud fra en ekstern database. Den kan derfor have sproglige fejl eller mangler. Denne skabelon kan fjernes efter kontrol af indholdet. |

Outpost er en kortfilm instrueret af Esben Blaakilde efter manuskript af Esben Blaakilde, Andreas Sander og Magnus Balle Schwartz.

## Handling
Året er 1991. En ensom soldat bevogter et radiotårn ved en uidentificeret militær forpost i Sovjetunionen, da han bliver informeret om unionens endelige kollaps. Det betyder samtidig, at forposten bliver lukket. Men før han kan vende hjem til sin familie, får han besked på at fjerne alle spor af militær aktivitet fra forposten. Men det er ikke alle hemmeligheder, som kan begraves, og selvom Sovjetunionen er afgået ved døden, lever dens eftermæle videre på den for længst glemte forpost.